# Premio Fedeli
Il premio letterario Franco Fedeli è stato istituito nel 1997 a Bologna, in memoria del giornalista Franco Fedeli (fondatore e direttore della rivista 'Polizia e Democrazia edita dalla DDE EDITRICE, deceduto quell'anno) e dedicato alla narrativa poliziesca.
Organizzato annualmente dal SIULP, "Sindacato Italiano Unitario Lavoratori Polizia", viene conferito a Bologna da una giuria mista di poliziotti ed esperti del genere giallo che sceglie il vincitore in una rosa di tre finalisti scelti a loro volta da una giuria formata magistrati e membri delle forze dell'ordine. Il requisito caratterizzante, oltre la pubblicazione nel corso dell'anno precedente il conferimento del premio, è che il protagonista sia un esponente delle forze dell'ordine.

## Cronologia
- 1997 - Andrea Camilleri - Il cane di terracotta
- 1998 - Francesco Guccini e Loriano Macchiavelli - Macaroni
- 1999 - Edoardo Angelino - Binario morto
- 2000 - Carlo Lucarelli - L'isola dell'angelo caduto; (finalisti Luigi Guicciardi e Piero Soria)
- 2001 - Alessandro Perissinotto - La canzone di Colombano
- 2002 - Ex aequo: Marcello Fois - Dura madre e Valerio Varesi - Il cineclub del mistero; (finalista Roberto Mistretta)[2]
- 2003 - Santo Piazzese - Il soffio della valanga
- 2004 - Marco Vichi - Il nuovo venuto; (finalisti Veit Heinichen e Giuseppe Genna)
- 2005 - Gianni Biondillo - Con la morte nel cuore; (finalisti Andrea Cotti, Stefano Tura, Loriano Macchiavelli e Sandro Toni)
- 2006 - Leonardo Gori - L'angelo del fango; (finalisti Luigi Guicciardi e Marco Bettini)
- 2007 - Marco Bettini - Mai più la verità; (finalisti Luigi Guicciardi e Paolo Roversi)
- 2008 - Valerio Varesi - Oro, incenso e polvere; (finalisti Giampaolo Simi e Paolo Bolognesi, Elena Invernizzi, Stefano Paolocci)
- 2010 - Elisabetta Bucciarelli - Io ti perdono; (finalisti Alessandro Maurizi e Andrea Ribezzi)[3]
- 2011 - Alfredo Colitto - I discepoli del fuoco; (finalisti Mauro Baldrati e Antonio Bloise)[4]
- 2013 - Maurizio De Giovanni - Vipera (Einaudi); (finalisti Gianni Simoni, Giuseppina Torregrossa)[5]
- 2015 - Piergiorgio Pulixi - Il canto degli innocenti (Edizioni E/O); (finalisti Matteo Bortolotti e Lucia Tilde Ingrosso)[6]; (Premio Speciale) - Giampaolo Morelli per L'ispettore Coliandro[7]
- 2016 - Gesuino Némus - I bambini sardi non piangono mai (Elliot); (finalisti Carlo Lucarelli e Antonio Manzini); (Premio Speciale) - Simone Borrelli[8]
- 2017 - Valerio Varesi - Il commissario Soneri e la legge del Corano[9] (Frassinelli); (finalisti Barbara Baraldi e Alessandro Robecchi); (Premio Speciale) - Pietro Bartolo e Lidia Tilotta
- 2018 - Romano De Marco - Se la notte ti cerca (Piemme); (finalisti Gian Mauro Costa e Eugenio Giudici); (Premio Speciale) - Matteo Maria Zuppi
- 2019 - Andrea Cotti - Il cinese (Rizzoli); (finalisti Roberto Costantini e Paolacci & Ronco); [10]
- 2020 - Alessia Tripaldi[11] - Gli scomparsi (Rizzoli); (finalisti Romano De Marco e Paolacci & Ronco); (Premio Speciale) - Massimiliano Rossi
- 2021 - Piergiorgio Pulixi[12] - Un colpo al cuore (Rizzoli); (finalisti Cristina Cassar Scalia e François Morlupi)
- 2022 - Gian Andrea Cerone[13] - Le notti senza sonno (Guanda); (finalisti François Morlupi e Gianni Biondillo[14])
- 2023 - Gian Andrea Cerone[15] - Il trattamento del silenzio (Guanda); (finalisti François Morlupi e Gaspare Grammatico)
- 2024 - Domenico Wanderlingh - L’enigma della carta Varese (Guanda); (finalisti Elias Mandreu e Maurizio De Giovanni)